# Raúl Botía Férez
Raúl Botía Férez (Murcia, 26 de octubre de 2001) es un futbolista español que juega como extremo derecho en el Club Deportivo Cieza de la Tercera División RFEF.

## Trayectoria
Nacido en la ciudad de Murcia, es un jugador formado en las bases del Real Murcia Club de Fútbol hasta los 13 años cuando firmaría por la UD Almería en edad cadete y donde permanecería tres temporadas, antes de llegar en 2018 a la Academia del Málaga CF.
En las filas del Málaga CF formaría parte del Juvenil en Liga Nacional y posteriormente en División de Honor en el Juvenil "A" del CD San Félix. 
En la temporada 2019-20, firma por el Extremadura UD, donde jugaría con su juvenil "A".
El 30 de septiembre de 2020, firma por el Club Polideportivo El Ejido, con quien llegó a llegó a disputar 3 partidos en la Segunda División B de España y uno de Copa del Rey. Botía tendría ficha del filial y jugaría 12 partidos con en el Berja CF de la División Honor Andaluza.
En marzo de 2021, regresa a la Región de Murcia y firma por el resto de la temporada con el Mar Menor F.C. B de la Preferente Autonómica, con el que disputa 19 partidos en los que anota 5 goles.
El 16 de julio de 2021, firma con el Real Murcia Imperial Club de Fútbol de la Tercera Federación, con el que jugó 31 partidos en  los que anota 12 goles.
El 15 de mayo de 2022, debutaría con el primer equipo del Real Murcia Club de Fútbol en la Segunda Federación, en un encuentro frente al CD Toledo, en la última jornada de la liga regular.
En la temporada 2022-23, con el Real Murcia Imperial Club de Fútbol jugó 29 partidos en los que consiguió marcar 8 goles en Tercera Federación.
El 12 de agosto de 2023, firma por el FC Cartagena "B" en la Segunda División RFEF.
El 28 de diciembre de 2023, rescinde su contrato con el filial cartagenero y firma por el Club Deportivo Cieza de la Tercera División RFEF.

## Clubes
| Club                                | País   | Año       |
| ----------------------------------- | ------ | --------- |
| Club Polideportivo El Ejido 1969    | España | 2020-2021 |
| Berja CF                            | España | 2020-2021 |
| Mar Menor FC "B"                    | España | 2021      |
| Real Murcia Imperial Club de Fútbol | España | 2021-2023 |
| Real Murcia Club de Fútbol          | España | 2022      |
| FC Cartagena "B"                    | España | 2023      |
| Club Deportivo Cieza                | España | 2024-Act. |